# Danaea paleacea
Danaea paleacea är en kärlväxtart som beskrevs av Giuseppe Raddi. Danaea paleacea ingår i släktet Danaea, och familjen Marattiaceae. Inga underarter finns listade i Catalogue of Life.